# Gonocarpus tetragynus
Gonocarpus tetragynus är en slingeväxtart som beskrevs av Jacques-Julien Houtou de La Billardière. Gonocarpus tetragynus ingår i släktet Gonocarpus och familjen slingeväxter. Inga underarter finns listade i Catalogue of Life.